# Villanova (Hiszpania)
Villanova – gmina w Hiszpanii, w Aragonii, w prowincji Huesca, w comarce Ribagorza, o powierzchni 7,05 km². W 2011 roku gmina liczyła 148 mieszkańców.